# Lethata ruba
Lethata ruba es una especie de polilla del género Lethata, orden Lepidoptera.
Fue descrita científicamente por Duckworth en 1964.

## Descripción
Su envergadura es de 30 mm.

## Distribución
Se encuentra en Brasil.